# Conflicto limítrofe entre Colombia y Ecuador
El conflicto fronterizo colombo-ecuatoriano se refiere a una serie de disputas territoriales ocurridas entre Colombia y Ecuador, en el periodo comprendido entre 1830 con la disolución de la Gran Colombia y que dejaba en el limbo los límites entre ambos naciones, y 1916, año en que se demarcó definitivamente la frontera común. El enfrentamiento se manifestó a través de la vía militar y crisis diplomáticas. Los principales hitos de este conflicto fueron:
- La guerra del Cauca (1832) que enfrentó al Estado de la Nueva Granada (hoy Colombia) contra el Estado del Ecuador por la soberanía de las provincias de Pasto, Popayán y Buenaventura.
- La firma de los tratados de Pasto de 1832 y de Bogotá de 1856, que demarcaron la parte occidental de la frontera.
- La guerra de los Supremos (1839) que fue una contienda civil en la Nueva Granada, pero involucró ejércitos ecuatorianos en la disputa por la provincia de Pasto.
- La suscripción de la "transacción de Santa Rosa del Carchi", con el que se pretendía delimitar la frontera desde el océano Pacífico hasta el río Amazonas.
- El arbitraje chileno de 1858, con el cual se intentó demarcar la zona amazónica de la frontera.
- La guerra entre Colombia y Ecuador de 1862 a 1863.
- Las negociaciones colombo-ecuatorianas de 1875 y 1876, que no llegaron a consenso.
- La firma del tratado Herrera-García entre Ecuador y Perú (1887), que Colombia rechazaba por afectar sus derechos en la región amazónica y que llevó a la conferencia tripartita de 1894, sin resultados.
- La firma del tratado Andrade-Betancourt (1908), que establecía que la definición de la frontera se haría sobre la base de la ley grancolombiana de división territorial de 1824.
- La firma del tratado Muñoz Vernaza-Suárez, que demarcó la resolución final el lindero colombo-ecuatoriano.